# Elezioni parlamentari in Austria del 2008
Le elezioni parlamentari in Austria del 2008 si tennero il 28 settembre per il rinnovo del Nationalrat, il Consiglio nazionale.
In seguito all'esito elettorale, Werner Faymann, esponente del Partito Socialdemocratico d'Austria, divenne Cancelliere, nell'ambito di un governo di grande coalizione col Partito Popolare Austriaco.

## Risultati
| Liste                               | Voti      | %     | Seggi |
| ----------------------------------- | --------- | ----- | ----- |
| Partito Socialdemocratico d'Austria | 1 430 206 | 29,26 | 57    |
| Partito Popolare Austriaco          | 1 269 656 | 25,98 | 51    |
| Partito della Libertà Austriaco     | 857 029   | 17,54 | 34    |
| Alleanza per il Futuro dell'Austria | 522 933   | 10,70 | 21    |
| I Verdi                             | 509 936   | 10,43 | 20    |
| Forum Liberale                      | 102 249   | 2,09  | –     |
| Lista Fritz                         | 86 194    | 1,76  | –     |
| Partito Comunista d'Austria         | 37 362    | 0,76  | –     |
| Salva l'Austria                     | 35 718    | 0,73  | –     |
| Partito Cristiano d'Austria         | 31 080    | 0,64  | –     |
| Partito dei Diritti degli Animali   | 2 224     | 0,05  | –     |
| Sinistra                            | 1 789     | 0,04  | –     |
| La Sinistra                         | 349       | 0,01  | –     |
| Lista Karlheinz                     | 347       | 0,01  | –     |
| Lista Stark                         | 237       | 0,00  | –     |
| Totale                              | 4 887 309 | 100   | 183   |

| Riepilogo dei voti (+/- elezioni 2006)  | Riepilogo dei voti (+/- elezioni 2006) | Riepilogo dei voti (+/- elezioni 2006) | Riepilogo dei voti (+/- elezioni 2006) | Riepilogo dei voti (+/- elezioni 2006) | Riepilogo dei voti (+/- elezioni 2006) | Riepilogo dei voti (+/- elezioni 2006) |
| --------------------------------------- | -------------------------------------- | -------------------------------------- | -------------------------------------- | -------------------------------------- | -------------------------------------- | -------------------------------------- |
| Partito Socialdemocratico d'Austria     | Partito Socialdemocratico d'Austria    | Partito Socialdemocratico d'Austria    |                                        |                                        | 29,26%                                 | ▼ 6,08                                 |
| Partito Popolare Austriaco              | Partito Popolare Austriaco             | Partito Popolare Austriaco             |                                        |                                        | 25,98%                                 | ▼ 8,35                                 |
| Partito della Libertà Austriaco         | Partito della Libertà Austriaco        | Partito della Libertà Austriaco        |                                        |                                        | 17,54%                                 | ▲ 6,50                                 |
| Alleanza per il Futuro dell'Austria     | Alleanza per il Futuro dell'Austria    | Alleanza per il Futuro dell'Austria    |                                        |                                        | 10,70%                                 | ▼ 6,59                                 |
| I Verdi                                 | I Verdi                                | I Verdi                                |                                        |                                        | 10,43%                                 | ▼ 0,62                                 |
| Forum Liberale                          | Forum Liberale                         | Forum Liberale                         |                                        |                                        | 2,09%                                  | ▲ 2,09                                 |
| Lista Fritz                             | Lista Fritz                            | Lista Fritz                            |                                        |                                        | 1,76%                                  | ▲ 1,76                                 |
| Altri <1,00%                            | Altri <1,00%                           | Altri <1,00%                           |                                        |                                        | 2,23%                                  | ▲ 1,91                                 |
| Riepilogo dei seggi (+/- elezioni 2006) |                                        |                                        |                                        |                                        |                                        |                                        |
|                                         |                                        |                                        |                                        |                                        |                                        |                                        |
| SPÖ                                     | 57                                     | ▼ 11                                   |                                        | Die Grünen                             | 20                                     | ▲ 4                                    |
| ÖVP                                     | 51                                     | ▼ 15                                   |                                        | BZÖ                                    | 21                                     | ▲ 14                                   |
| FPÖ                                     | 34                                     | ▲ 13                                   |                                        |                                        |                                        |                                        |